# Inwalidzki Sąd Administracyjny
Inwalidzki Sąd Administracyjny – sąd szczególny w II Rzeczypospolitej działający przy Najwyższym Trybunale Administracyjnym od 1 października 1935 roku do, de iure, 30 września 1940 roku. De facto zawiesił działalność w momencie wybuchu II wojny światowej.

## Przyczyny powstania
Gdy w 1918 roku Polska powróciła na mapę świata, od razu pojawiły się głosy, żeby stworzyć osobny sektora sądownictwa, niezależny od powszechnego, specjalnie do kontroli działalności organów administracyjnych. Projekty tworzyło wiele środowisk. Różne wizje zbiegały się w jednym postulacie, jakim była potrzeba minimum dwustopniowości w strukturze i instancyjności na wzór chociażby Prus. Wnioskowano również o obecność czynnika obywatelskiego, czyli ławników. Zwłaszcza ten drugi postulat znalazł odzwierciedlenie w Konstytucji marcowej z 1921 roku (Dz.U. z 1921 r. nr 44, poz. 267). Art. 73 tworzący Trybunał jednak był na tyle lakoniczny, że sam system został zbudowany w ustawie o Najwyższym Trybunale Administracyjnym. Widać było, że jedynie to rozwiązanie przejściowe nim zbuduje się instancyjność oraz dostosuje się wciąż funkcjonujące na terenach po zaborze pruskim trójinstancyjne sądownictwo administracyjne. Potrzebę zwiększenia wydolności NTA, jak i sądów podlegających Trybunałowi wielokrotnie podnoszono, choćby na II Zjeździe Prawników Polskich w Warszawie w 1929 roku. Zmian się nie doczekano, pomimo dokładnego opracowania projektu ustawy przez Komisję Wniosków Ustawodawczych rok później. Nowelizujące rozporządzenie, wydane w 1932 roku przez Prezydenta Ignacego Mościckiego, jedynie dokonywało kosmetycznych zmian w sposobie działania Trybunału i zarazem wycofywało się z potrzebnej reformy.
Od dłuższego czasu Trybunał zmagał się ze zbyt dużą liczbą wniosków i zapytań, przez co czas na rozpatrzenie spraw na początku 1935 roku wynosił około 2–3 lat. Problemem była również liczba sędziów orzekających, których zwyczajnie brakowało, co widać po wydawanych obwieszczeniach o brakach kadrowych. Dodatkowo, praktycznie jedynym środkiem na nieprawidłowe decyzje, które NTA dzierżyło, było uchylenie ich, nakazanie uzupełnienia stanu faktycznego i wydania wskazówek, przez co zdarzało się Trybunałowi orzekać parokrotnie w tej samej kwestii. Natomiast samo Prezydium Rady Ministrów stwierdzało, że ten organ władzy sądowniczej jest jedynie ciężarem dla budżetu. Największy paraliż nastąpił po 1932 roku, lecz nie ze względu na nowelizację ustawy o NTA i dalszy sposób działania, tylko przez zbyt dużą liczbę wpływających skarg na decyzje w sprawach rentowych w związku z wydaniem nowej ustawy o zaopatrzeniu inwalidzkim inwalidów wojennych i wojskowych (Dz.U. z 1932 r. nr 26, poz. 238, ze zm.), wprowadzającą rewizję wszystkich dotychczas przyznanych rent. W samym roku 1933 wpłynęło ponad 3000 takich spraw, stanowiąc ponad ¼ ogólnego wpływu! Aby odciążyć Trybunał i przyspieszyć tempo rozpatrywania tej kategorii spraw koniecznością było, w opinii rządu Leona Kozłowskiego, powołanie tymczasowego Inwalidzkiego Sądu Administracyjnego, uposażonego w większe prerogatywy. Kolegium orzekające, w którym zasiadali ławnicy, posiadało prócz uprawnień kasacyjnych także rewizyjne, przez co samo mogło wydać wyrok zastępujący niesprawiedliwą decyzję innej instytucji i będący prawomocnym.

## Podstawa prawna i zadania
Inicjatywa stworzenia sądu szczególnego wobec problemów NTA wyszła ze środowisk inwalidzkich. Bardzo szybko zyskała aprobatę Rady Ministrów, która to projekt przedłożyła Sejmowi RP. Obie izby jednomyślnie ją uchwaliły, a wkrótce Prezydent Ignacy Mościcki podpisał Ustawę z dnia 26 marca 1935 r. o Inwalidzkim Sądzie Administracyjnym (Dz.U. z 1935 r. nr 26, poz. 177). Zgodnie z art. 1 ust. 1 niniejszej ustawy Inwalidzki Sąd Administracyjny został powołany do orzekania o:

legalności orzeczeń wydanych w sprawach zaopatrzeń inwalidów wojennych i wojskowych oraz osób pozostałych po tych inwalidach, po poległych, zaginionych, zmarłych w związku ze służbą wojskową. 

Nowy Prezes RM Walery Sławek w związku z upoważnieniem ustawowym z art. 13 tejże ustawy wydał Rozporządzenie z dnia 14 maja 1935 roku Regulamin Inwalidzkiego Sądu Administracyjnego (Dz.U. z 1935 r. nr 38, poz. 263). W nim natomiast zawarto tryb wewnętrznego działania ISA, kwestie sposobu powoływania ławników i sędziów, ich stroju urzędniczego. Kwestie uzupełniające, które są wspomniane w Regulaminie odsyłają natomiast w pewnych wypadkach do Rozporządzenia Prezydenta Rzeczypospolitej z dnia 27 października 1932 r. o Najwyższym Trybunale Administracyjnym (Dz.U. z 1932 r. nr 94, poz. 806, ze zm.).

## Sposób funkcjonowania

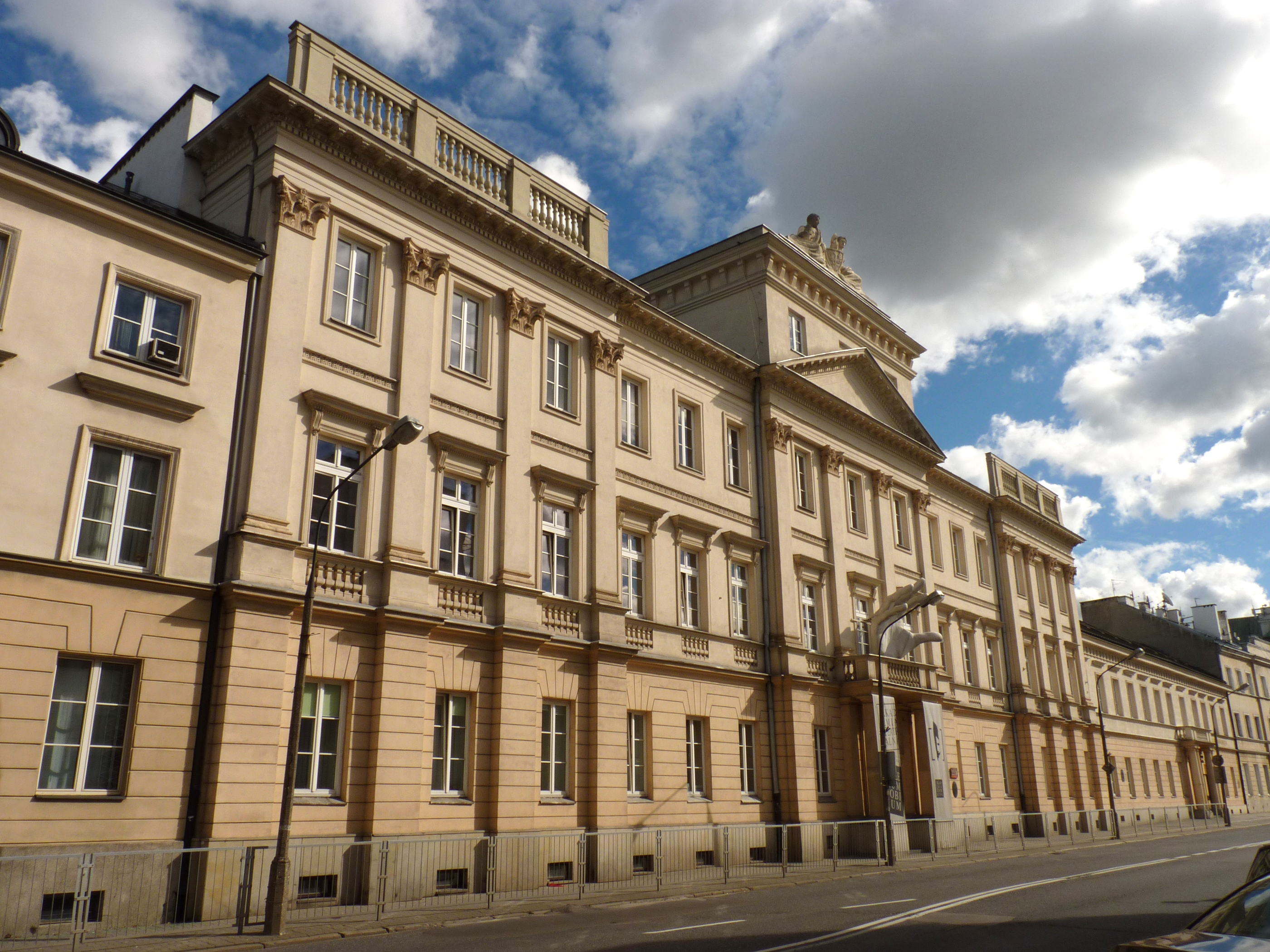
Obecny wygląd budynku, w którym urzędował NTA i ISA

### Budynek
Siedzibą Sądu był budynek przy ulicy Miodowej 22/24 należący do Najwyższego Trybunału Administracyjnego. W tymże gmachu 5 października 1935 zainaugurowano działalność Sądu. Do 1939 roku w nim wspólnie orzekała NTA i ISA. I prezes NTA decydował jakie sale udostępnić sądowi tymczasowemu.
Budynek niegdyś stanowił część Collegium Nobilium, zaś obecnie mieści się tam Akademia Teatralna im. Aleksandra Zelwerowicza wraz z teatrem.

### Administracja
Organizacyjnie ISA była mocno powiązana z NTA, co uwidaczniał przymus korzystania z jego obsługi biurowej i kancelaryjnej. Obsługą interesantów zajmowała się Kancelaria sądowa. Naczelnik Sekretariatu Prawniczego zaś delegował do pracy w ISA część pracowników, którzy mieli przygotowywać akta spraw i materiał dowodowy. Urzędnicy zajmowali się także spisywaniem protokołów z posiedzenia lub rozprawy, a dalej wysyłaniem zarządzeń, odpisów oraz wypisów z wyroków oraz postanowień. Nad ich pracą nadzór sprawował szef sądu szczególnego.

### Przewodniczący ISA

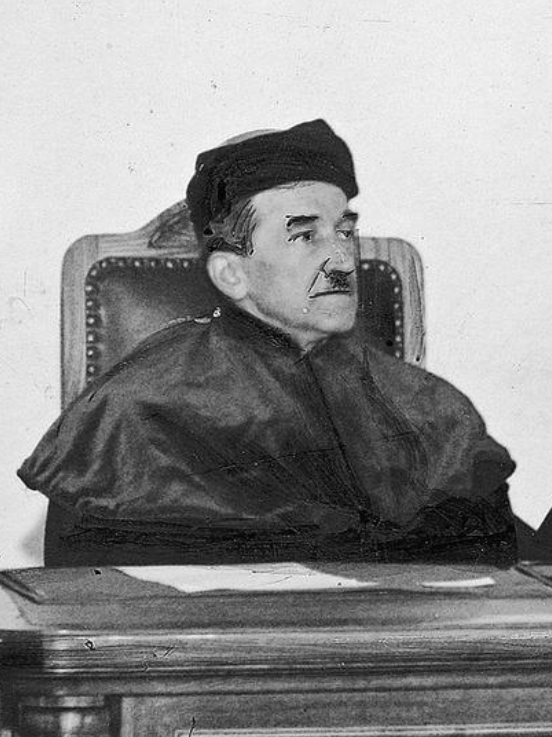
Przewodniczący ISA Karol Bernaczek

Powołanym na urząd wśród sędziów NTA został Karol Bernaczek. Wcześniej także był sędzią Trybunału Kompetencyjnego. Jego kadencja miała być równa działalności ISA, tzn. od 1 października 1935 do 30 września 1940 roku. Do najważniejszych zadań należało kontrolowanie działalności nad powierzonym sądem. W ramach tego:
- decydował, czy skarga będzie rozpatrywana;
- wyznaczał terminy posiedzeń;
- wyznaczał skład każdego posiedzenia;
- określał porządek posiedzenia wraz z rozdziałem prac;
- wyznaczał w przypadkach szczególnych sprawozdawcę z posiedzenia;
- zawiadamiał skarżącego i organ administracyjny o wyroku na skargę;
- nadzorował prace urzędników sekretariatu i aplikantów delegowanych.

Kontrolę bezpośrednią nad działaniami jego i sądu, jak również reprezentację na zewnątrz, stanowił I prezes Najwyższego Trybunału Administracyjnego.

### Sędziowie i kolegium sędziowskie

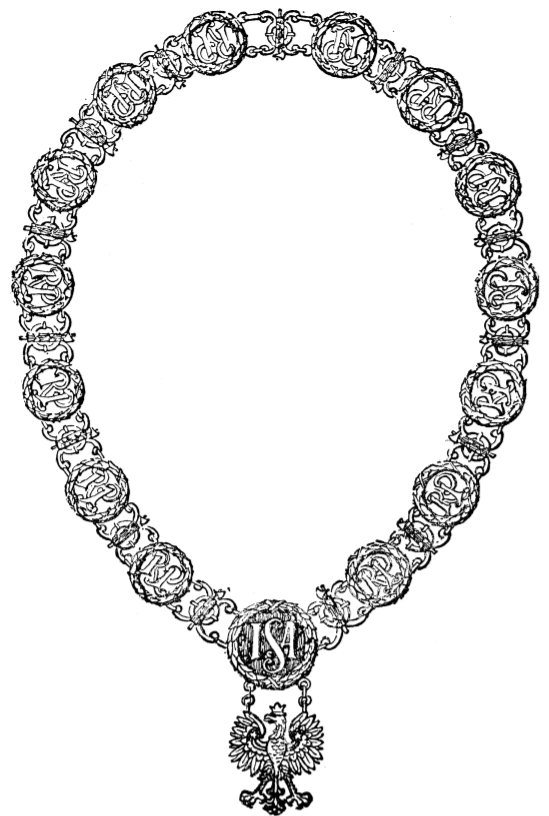
Łańcuch sędziego ISA

Sędziami Inwalidzkiego Sądu Administracyjnego byli wyznaczeni przez I prezesa NTA sędziowie na roczny okres delegacyjny od 1 października do 30 września roku następnego. Delegację w każdej chwili można było odwołać. Nieznane są bliżej tożsamości sędziów ISA ze względu na spalenie wszelkich akt w 1944 roku dotyczących sądu szczególnego.
Istniała także instytucja kolegium sędziowskiego. Składał z dwóch sędziów, którym przewodził Przewodniczący ISA albo jego zastępca. Zadaniem tego ciała było decydowanie o odwołaniu ławnika lub wnioskowanie do I prezesa Najwyższego Trybunału Administracyjnego o przekazanie sprawy do kolegium zwiększonemu lub zgromadzeniu ogólnemu NTA ze względu na wysoki stopień jej złożoności.
Na posiedzeniach sędziowie używają stroju służbowego jakim jest toga sędziowska NTA, brązowy łańcuch ISA i biret. Również ponosili odpowiedzialność zgodnie z II częścią znowelizowanej Ustawy o Najwyższym Trybunale Administracyjnym (Dz.U. z 1932 r. nr 24, poz. 186).

### Ławnicy
O ile Konstytucja marcowa napomknęła o czynniku obywatelskim w NTA, to nigdy w tym Trybunale nie wdrożono tego. Dopiero w ramach działalności Inwalidzkiego Sądu Administracyjnego udało się wprowadzić tę instytucję. Ławników powoływał Prezes Rady Ministrów na wniosek I prezesa Najwyższego Trybunału Administracyjnego w dwóch grupach: urzędniczej i inwalidzkiej w stosunku 12:6. Kadencję pełnili przez rok od 1 października do 30 września po złożeniu przyrzeczenia zgodnego z art. 5 ust. 2 ustawy przed Przewodniczącym ISA:

Przyrzekam, że na powierzonym mi urzędzie ławnika Inwalidzkiego Sądu Administracyjnego będę sumiennie i gorliwie spełniał powierzone mi obowiązki, poświęcając im całą wiedzę i doświadczenie, a sprawiedliwość bezstronnie i zgodnie z przepisami prawa wymierzał. 

Ich atrybutem na sali posiedzeń była wiśniowa szarfa z orłem państwowym.
W ramach grupy urzędniczej wyznaczani byli pracownicy Ministerstw Skarbu, jako organu wydającego renty, oraz Opieki Społecznej, jako organu dbającego o interes społeczeństwa. Stosunek pomiędzy urzędami w wyznaczaniu ławników wynosił 4:8. Kandydaci musieli posiadać wykształcenie prawnicze i mieć zgodę odpowiedniego ministra. Pierwszymi wyznaczonymi w ramach tej grupy byli: Józef Lelito, Juliusz Węgliński, Jan Bauerertz, Bogdan Domosławski (wszyscy desygnowani przez Ministra Skarbu), Stanisław Piwocki, Ziemowit Grzegorzewski, Roman Wall, Tadeusz Nieczuja – Jurkiewicz, Edward Werner, Józef Wyganowski, Andrzej Longchamps de Bérier, Kazimierz Solecki (przez Ministra Opieki Społecznej).
Zaś w ramach grupy inwalidzkiej stopień procedur był większy. Stowarzyszenia inwalidów przedstawiały Ministrowi Opieki Społecznej potencjalnych ławników. Szef wspomnianego resortu określał z listy tych, którzy są godni piastowania urzędu. Żeby móc ich powołać w ramach „czynnika obywatelskiego”, wymagana była jeszcze zgoda Ministra Skarbu. Ów kandydat musiał spełnić szereg wymagań:
- obywatelstwo polskie,
- orzeczone inwalidztwo wojenne lub wojskowe,
- posiadać pełnię praw publicznych i obywatelskich,
- uprzednio nie być karanym
- posiadać wykształcenie średnie,
- mówić i pisać w języku polskim,
- nie piastować mandatu posła RP, senatora RP, ani posła Sejmu Śląskiego, nie być funkcjonariuszem państwowym oraz zawodowym żołnierzem w służbie czynnej.

Pierwszymi ławnikami tej grupy byli: dr Tadeusz Michał Nittman, Mateusz Stanisław Modzelewski, Piotr Panek, Bohdan Rychter, Kazimierz Kraushar oraz Herman Schwarc. Ta grupa ławnicza była wyłączona z wykonywania funkcji sprawozdawcy postępowania.
Ławnik może zostać odwołany przez Prezesa Rady Ministrów przed upływem kadencji:
- na własny wniosek;
- gdy przestanie spełniać jeden z wyżej wymienionych warunków by stać się ławnikiem, co musi być wyrażone w orzeczeniu kolegium sędziowskiego;
- dla dobra wymiaru sprawiedliwości, co również musi być wyrażone w orzeczeniu kolegium sędziowskiego.

Wówczas Prezes RM dowołuje w miejsce odwołanego lub zmarłego ławnika nowego z odpowiedniej listy.

## Proces przed ISA
Po wpłynięciu pisma skarżącego orzeczenie, Przewodniczący ISA decydował, czy sprawę należy rozpatrzyć. W przypadku odmowy lub uznania zasadności skargi stronom dostarczany był odpis zarządzenia Przewodniczącego. Na tym etapie dochodziło do decyzji, jakim trybem będzie rozpatrywana sprawa – jawnej rozprawy, czy niejawnego posiedzenia. W obu przypadkach kolegium orzekające stanowił: sędzia przewodniczący wyznaczony przez Przewodniczącego ISA (mógł być nim sam) oraz dwóch ławników – po jednym z grupy inwalidzkiej i urzędniczej. Każda sprawa była sygnowana repertorium „L. Inw.”.
Do tego drugiego sposobu postępowania dochodziło, gdy Przewodniczący nie nakazał sądzenia się jawnie i gdy żadna ze stron nie zawnioskowała o rozprawę w odpowiedzi na odpis zarządzenia o zasadności skargi. Wówczas szef ISA określał datę posiedzenia. Na nim odczytywano sprawozdanie z dostarczonych dokumentów, po czym kolegium orzekające przystępowało do narady. Ciało mogło także zdecydować się, jeśli było to konieczne, na rozpatrywanie sprawy w trybie rozprawy.
Jeśli nastąpiła decyzja o trybie rozprawy albo jedna ze stron zażądała by tak prowadzono postępowanie, Przewodniczący wyznaczał termin rozprawy oraz salę wśród tych przeznaczonych przez I prezesa NTA. Kolegium stawiało się w określonym stroju służbowym na nią. Po sprawdzeniu listy obecności lub uprawnień do pełnomocnictwa, udzielano tylko raz głosu stronom, chyba że sędzia przewodniczący zarządził inaczej. Strony zwracające się do sądu albo którym oddano głos miały przestrzegać ustalonego etosu, który zresztą do dzisiaj funkcjonuje. Po wysłuchaniu zdania spierających się, kolegium zamykało przewód i udawało się na naradę. Nawet po niej możliwym było ponowne otwarcie przewodu lub uznanie, że należy uzupełnić stan faktyczny i zarządzić przerwę w wyrokowaniu. W miarę możliwości skład orzekający przy kolejnej rozprawie miał zachować podobny skład, jeśli tak się dało.
Po niejawnej naradzie, gdzie głosowano za orzeczeniem i przy braku przeciwwskazań co do wydania wyroku lub postanowienia, sędzia przewodniczący, który winien mieć na głowie wówczas biret, odczytywał orzeczenie. Publiczność i strony miały stać w czasie ogłaszania sentencji. Wyrok podpisywało całe kolegium orzekające, zaś postanowienie tylko sędzia przewodniczący i sprawozdawca. Członkowi składu, który wykazał się odrębną opinię, przysługiwało w terminie 3 dni złożenie zdania wraz z uzasadnieniem. Po każdej rozprawie sporządzano protokół, pod którym podpisywał się protokolant wraz z przewodniczącym kolegium. Gdy bywały na tyle spore problemy z orzeczeniem ze względu na mankamenty prawne, to kolegium orzekające mogło przekazać rozstrzygnięcie kolegium sędziowskiemu ISA, które orzekało w składzie 3 sędziów. Gdy i to nie wiedziało, co począć, oddawano sprawę kolegium zwiększonemu do 7 sędziów lub zgromadzeniu ogólnemu, ale już NTA.
Sam wyrok ISA mógł uchylać wydane przez niższą rangą instytucję orzeczenie lub nawet zastąpić je własnym rozstrzygnięciem. W miesiąc po doręczeniu wypisu, władza, która orzekła uchybiająco, winna była wydać zarządzenie wykonawcze w myśl systemu revisionis in rem. W przypadku, gdy ISA zdecydował o ponownym oddaniu sprawy, ale przy nakreśleniu sporych wskazówek, w tym takich jak uzupełnienie stanu faktycznego, sąd mógł nakazać, żeby władza samodzielnie ponownie rozstrzygała. Wyroki ze względu na spore podobieństwo do siebie były rzadko publikowane w „Zbiorze Wyroków NTA”. Pierwszy wyrok wydany został 6 listopada 1935 roku w sprawie renty wdowiej dla Antoniny Wawryczukowej (sygn. L. Inw. 300/35) zastępował zaskarżoną decyzję tą wydaną przez ISA.

## II wojna światowa i koniec działalności

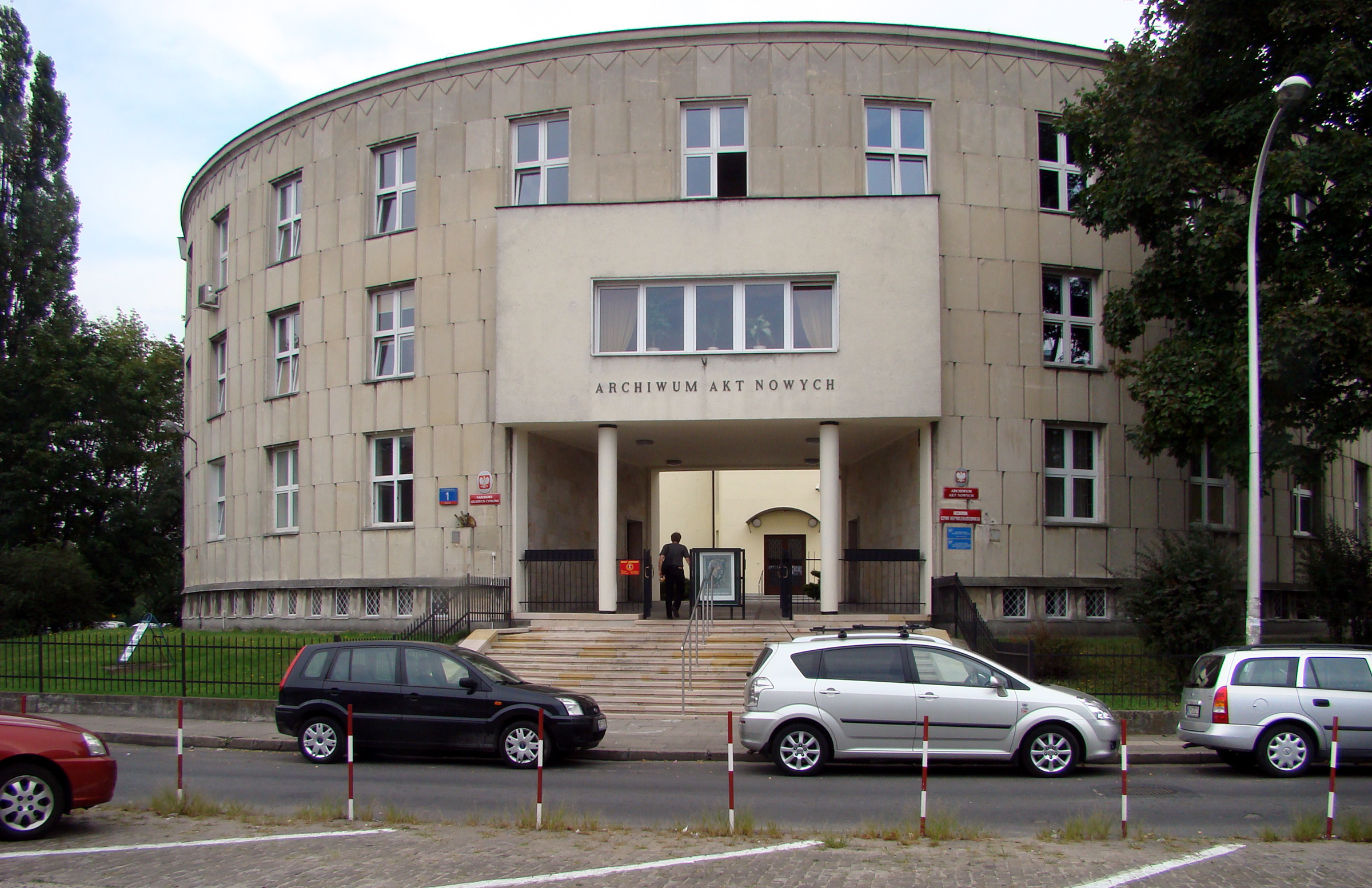
Obecny wygląd budynku Archiwum Akt Nowych w Warszawie

Wybuch II wojny światowej brutalnie przerwał działalność NTA i ISA. We wrześniu w budynku przy ulicy Miodowej ulokowano mieszkańców okolicznych zniszczonych domostw, a następnie zakwaterowano wojskowe oddziały okupacyjne. Akta NTA i ISA w latach 1940–1942 wywożono do Archiwum Akt Nowych przy ówczesnej ul. Rakowickiej 6 w Warszawie. Akcją kierowali dr Eilers, radca archiwalny Archiwum Głównego w Dreźnie, oraz dr Butkus, radca archiwalny Archiwum Państwowego w Magdeburgu. Razem przewieziono 1520 paczek dokumentów. Część zaginęła wcześniej, gdy okupanci wywozili je do Urzędu Zaopatrzenia w Giżycku do Pełnomocnika Dowództwa Siły Zbrojnej. Materiał uporządkowano w lipcu 1944 roku według poszczególnych lat i sygnatur. Sporządzono również inwentarz akt. Osobno ułożono dokumenty Sekretariatu Prawniczego. Zespół akt ISA liczył 11370 teczek i obejmował rejestry wpływów skarg, kartoteki procesowe, wszelkie wydane zarządzenia, polecenia i czynności z tymi związane. Niestety, wszystkie związane z Inwalidzkim Sądem Administracyjnym zostały zniszczone wskutek spalenia budynku przez Niemców w listopadzie tego samego roku.
Po wojnie NTA, jak i ISA nie wznowiły działalności. Rodzaje spraw, którymi dotychczas zajmowała się ISA, zostały przekazane do rozpatrywania sądom powszechnym i ubezpieczeniowym.